# Loureiro (Peso da Régua)
Loureiro é uma povoação portuguesa sede da Freguesia de Loureiro do Município de Peso da Régua, freguesia com 5,12 km² de área e 892 habitantes (censo de 2021), tendo, por isso, uma densidade populacional de 174,2 hab./km².

## História
O lugar de Travassos tem foral Régio antigo, atribuido em Maio de 1205 e a 19 de Setembro de 1256. D. João III concede carta de povoamento de dois terrenos no julgado de Penaguião. Um em Travassos, freguesia de Loureiro, concelho de Peso da Régua, e outro em Espinheiro, a João Pires de Mancelos.

## Demografia
A população registada nos censos foi:
| Distribuição da População por Grupos Etários | Distribuição da População por Grupos Etários | Distribuição da População por Grupos Etários | Distribuição da População por Grupos Etários | Distribuição da População por Grupos Etários |
| -------------------------------------------- | -------------------------------------------- | -------------------------------------------- | -------------------------------------------- | -------------------------------------------- |
| Ano                                          | 0-14 Anos                                    | 15-24 Anos                                   | 25-64 Anos                                   | > 65 Anos                                    |
| 2001                                         | 211                                          | 219                                          | 743                                          | 279                                          |
| 2011                                         | 116                                          | 130                                          | 639                                          | 269                                          |
| 2021                                         | 74                                           | 61                                           | 449                                          | 308                                          |

## Património Cultural
- Marco granítico n.º 11
- Marco granítico n.º 12
- Marco granítico n.º 13